# Youssef Yeşilmen
Youssef Yeşilmen (* 20. Juni 1988 in Gladbeck) ist ein deutsch-türkischer Fußballspieler.

## Leben
Yeşilmens Vater ist Türke und seine Mutter Libanesin, er spricht Deutsch, Türkisch, Arabisch und Englisch. 
Yeşilmen war ab dem Sommer 2005 für die U-19-Mannschaft des FC Schalke 04 aktiv, wo er mit Mesut Özil und Benedikt Höwedes zusammenspielte. 2009 wechselte er zum damaligen NRW-Ligisten SG Wattenscheid 09. Hier gelang ihm auf Anhieb der Sprung in die Stammformation. Bereits nach einer Saison wechselte er innerhalb der Liga zur SSVg Velbert.
Im Sommer 2010 wechselte er zum türkischen Viertligisten Menemen Belediyespor. Bereits am Tag der Vertragsunterzeichnung wurde der Vertrag wieder aufgelöst und Yeşilmen wechselte zum Drittligisten Turgutluspor. Für diesen Verein spielte er die nächsten drei Spielzeiten, ehe er im Sommer 2013 zum Zweitligisten Şanlıurfaspor ging. Zur Rückrunde der Saison 2015/16 wechselte er zu Karşıyaka SK, im Sommer 2016 zum Zweitligisten Giresunspor und im Januar 2017 zum Zweitligisten Elazığspor. Von 2017 bis 2018 war er beim Zweitligisten Kastamonuspor 1966, von 2018 bis 2019 bei Fatih Karagümrük SK in der  TFF 1. Lig und von 2019 bis 2021 bei Nevşehir Belediyespor in der 3. und 4. Liga unter Vertrag. 
Im Februar 2021 wechselte er aus familiären Gründen zurück nach Deutschland zum damaligen Bezirksligisten Türkspor Dortmund, mit dem er in die Landesliga Westfalen und in die Oberliga Westfalen  aufstieg. Seit Februar 2024 ist er nach einer mehrmonatigen Verletzungspause, durch die er für den Türkspor Dortmund in der Saison 2023/24 nicht in der Oberliga Westfalen eingesetzt werden konnte, in der Bezirksliga Westfalen für SG Gahmen aus dem Lünener Stadtteil Gahmen im Kreis Unna aktiv, wobei er beruflich im Außendienst tätig ist. Anfang April 2024 wurde er nach der Entlassung des Trainers Kadir Kaya zusammen mit Dennis Wegner Interimstrainer (Spielertrainer).
Er ist mit einer Türkin verheiratet und hat Kinder.